# Deutsche Fußballnationalmannschaft (U-20-Männer)
Die deutsche U-20-Fußballnationalmannschaft ist eine Auswahlmannschaft deutscher Fußballspieler. Sie unterliegt dem Deutschen Fußball-Bund (DFB) und repräsentiert ihn international auf U-20-Ebene, etwa in Freundschaftsspielen gegen die Auswahlmannschaften anderer nationaler Verbände oder bei Weltmeisterschaften des Weltverbandes FIFA.

## Altersregelung
Spielberechtigt sind Spieler, die ihr 20. Lebensjahr noch nicht vollendet haben und die deutsche Staatsangehörigkeit besitzen. Der aktuelle Jahrgang bezieht sich auf alle Spieler, die am 1. Januar 2003 oder später geboren sind.

## Geschichte
Die DFB-Mannschaft qualifizierte sich erstmals 1981 für eine Junioren-WM, es war die dritte Junioren-Weltmeisterschaft in Australien, und gewann sie gleich durch ein 4:0 im Endspiel gegen Katar.
1983 und 1985 konnte sich die deutsche Auswahl nicht für die Endrunde qualifizieren. Bei der Junioren-Fußballweltmeisterschaft 1987 gelang ihr dann der Einzug ins Endspiel, das sie gegen Jugoslawien 4:5 im Elfmeterschießen verlor.
1989 und 1991 konnte sich die deutsche Mannschaft erneut nicht für die Endrundenturniere qualifizieren. Bei den folgenden Weltmeisterschaften 1993 in Australien und 1995 in Katar schied die DFB-Auswahl jeweils in der Vorrunde aus. 1997 schaffte sie die Qualifikation nicht. Auch 1999 war für die DFB-Junioren in der Vorrunde Schluss.
Bei der Junioren-Fußballweltmeisterschaft 2001 in Argentinien verlor die deutsche Mannschaft im Achtelfinale gegen Frankreich. Die Junioren-Fußballweltmeisterschaft 2003 brachte wieder das Vorrundenaus für die Deutschen.
Bei der Junioren-Fußballweltmeisterschaft 2005 in den Niederlanden gelang der deutschen Mannschaft der Einzug ins Viertelfinale, das sie 1:2 gegen Brasilien verlor. Die Qualifikation für die U-20-Fußball-Weltmeisterschaft 2007 in Kanada gelang ihr nicht.
Bereits durch die ersten beiden Siege bei der U-19-EM 2008 in Tschechien vom 14. bis 27. Juli hat sich die frühere deutsche Fußballnationalmannschaft der DFB-U-19-Junioren der Männer, die nach einem 3:1 im Finale gegen Italien Europameister wurde, auch für die U-20-Fußball-Weltmeisterschaft 2009 in Ägypten qualifiziert. Dort erreichte die Mannschaft die Endrunde und schied erst im Viertelfinale mit 1:2 n. V. gegen Brasilien aus.
Durch den Sieg bei der U-19-Fußball-Europameisterschaft 2014 qualifizierte sich die deutsche Mannschaft für die U-20-Fußball-Weltmeisterschaft 2015 in Neuseeland, wo sie im Viertelfinale an Mali im Elfmeterschießen scheiterte. Durch einen fünften Platz bei der U-19-Fußball-Europameisterschaft 2016 konnte sich die deutsche Mannschaft für die U-20-Fußball-Weltmeisterschaft 2017 qualifizieren.

## Trainer
| Nr. | Trainer            | Zeit        | Zeit       | Zeit |
| Nr. | Trainer            | Amtsantritt | Amtsende   |      |
| --- | ------------------ | ----------- | ---------- | ---- |
| 01  | Erich Rutemöller   | 08.04.2003  | 01.10.2005 |      |
| 02  | Michael Skibbe     | 01.09.2004  | 02.07.2005 |      |
| 03  | Uli Stielike       | 10.10.2005  | 30.06.2006 |      |
| 04  | Erich Rutemöller   | 03.08.2006  | 02.11.2006 |      |
| 05  | Dieter Eilts       | 06.11.2006  | 30.06.2007 |      |
| 06  | Frank Engel        | 01.07.2007  | 30.06.2008 |      |
| 07  | Horst Hrubesch     | 01.07.2008  | 11.11.2009 |      |
| 08  | Ralf Minge         | 01.03.2010  | 30.06.2010 |      |
| 09  | Frank Wormuth      | 01.07.2010  | 30.06.2016 |      |
| 10  | Guido Streichsbier | 01.07.2016  | 31.07.2017 |      |
| 11  | Frank Kramer       | 01.08.2017  | 31.07.2018 |      |
| 12  | Meikel Schönweitz  | 01.08.2018  | 30.06.2019 |      |
| 13  | Manuel Baum        | 01.07.2019  | 30.06.2020 |      |
| 14  | Guido Streichsbier | 01.07.2020  | 30.06.2021 |      |
| 15  | Christian Wörns    | 01.07.2021  | 30.06.2022 |      |
| 16  | Hannes Wolf        | 01.07.2022  |            |      |

## Rekordspieler
Stand: 27. März 2023
| Name               | Verein                                    | Spiele | Tore | Quelle |
| ------------------ | ----------------------------------------- | ------ | ---- | ------ |
| Michael Delura     | FC Schalke 04, Hannover 96                | 18     | 3    | [ 8 ]  |
| Christian Schulz   | Werder Bremen                             | 18     | 1    | [ 9 ]  |
| Matthias Lehmann   | VfB Stuttgart, 1860 München               | 17     | 0    | [ 10 ] |
| Alexander Meyer    | Bayer 04 Leverkusen                       | 16     | 0    | [ 11 ] |
| Hany Mukhtar       | Hertha BSC, Benfica Lissabon, RB Salzburg | 15     | 7    | [ 12 ] |
| Grischa Prömel     | TSG Hoffenheim, Karlsruher SC             | 15     | 2    | [ 13 ] |
| Yannick Gerhardt   | 1. FC Köln                                | 15     | 1    | [ 14 ] |
| Benjamin Wingerter | FC Schalke 04                             | 15     | 1    | [ 15 ] |
| Maximilian Wittek  | 1860 München                              | 15     | 0    | [ 16 ] |
| Christian Gentner  | VfB Stuttgart                             | 14     | 3    | [ 17 ] |
| Paul Nebel         | 1. FSV Mainz 05, Karlsruher SC            | 14     | 3    | [ 18 ] |
| Kevin Akpoguma     | TSG Hoffenheim, Fortuna Düsseldorf        | 14     | 1    | [ 19 ] |
| Jamie Lawrence     | FC Bayern München II, 1. FC Magdeburg     | 14     | 0    | [ 20 ] |

## Erfolge
- Weltmeister bei der Junioren-Fußballweltmeisterschaft 1981 in Australien[21]
- Vize-Weltmeister bei der Junioren-Fußballweltmeisterschaft 1987 in Chile[22]